# Bandera de la intersexualitat
La bandera de la intersexualitat fou dissenyada el juliol de 2013 per Drets Humans Intersexuals Australia (coneguda llavors com a Organització Intersexual Internacional Austràlia) amb la intenció de crear una bandera "que no derivi d'una altra, però que posseeixi un significat profund". El cercle és descrit com "ininterromput i sense ornamentar, simbolitzant la integritat i la totalitat, així com les nostres potencialitats. Encara lluitem per l'autonomia corporal i la integritat genital, i això simbolitza el dret a ser qui i com volem ser."
L'organització l'ha posat a lliure disposició "de qualsevol persona intersexual que vulgui usar-la, en un context d'afirmació dels drets humans". La bandera ha estat utilitzada per gran quantitat de mitjans de comunicació i organitzacions de drets humans. El juny de 2018, els activistes del moviment intersexual van participar en l'Utrecht Canal Pride, agitant la bandera. El maig de 2018, Nova Zelanda esdevenia el primer país on la bandera de la intersexualitat fou hissada en el parlament nacional.

## Galeria

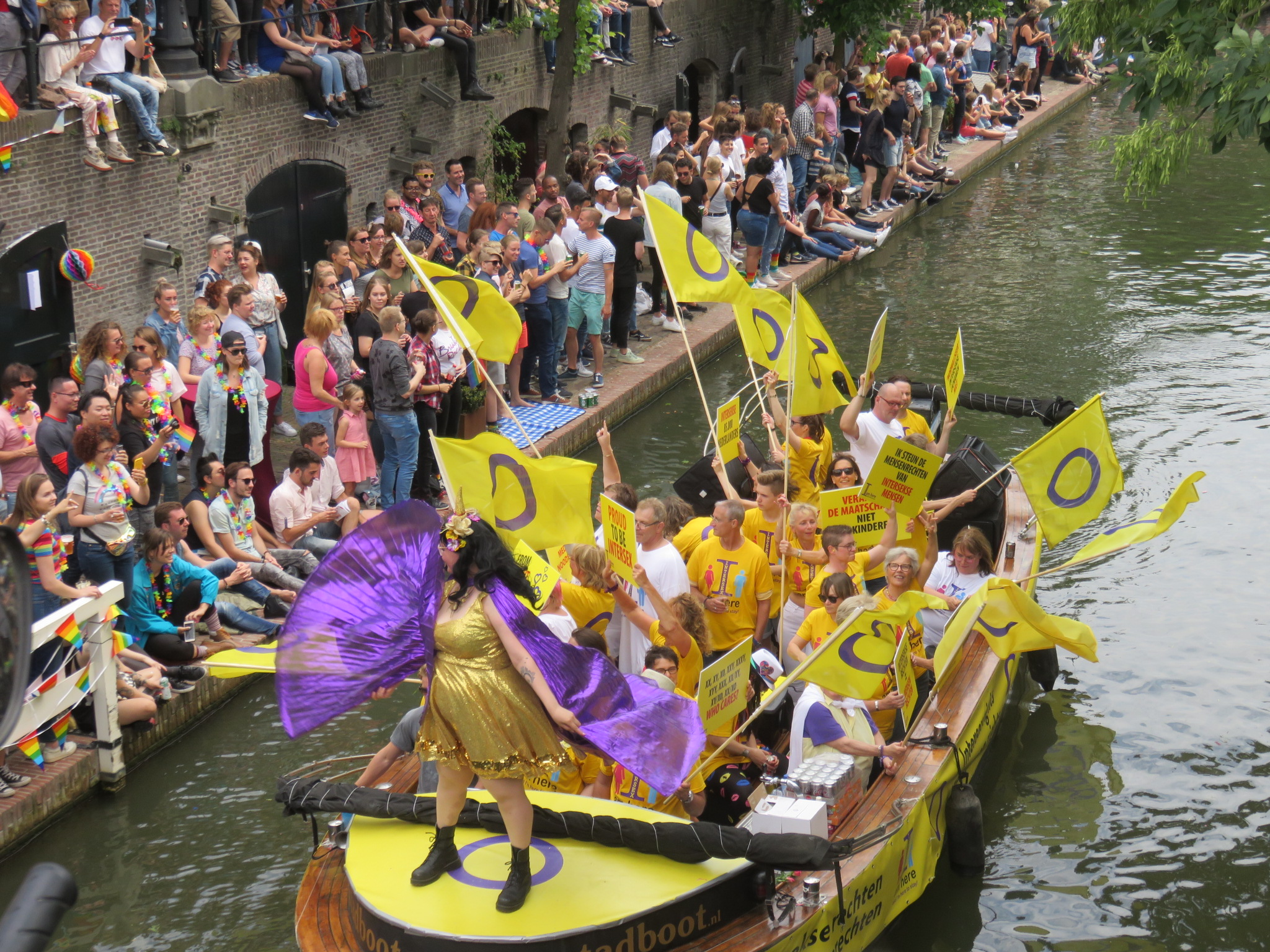
Activistes intersexuals en una barca a l'Utrecht Canal Pride, als Països Baixos, el 16 de juny de 2018
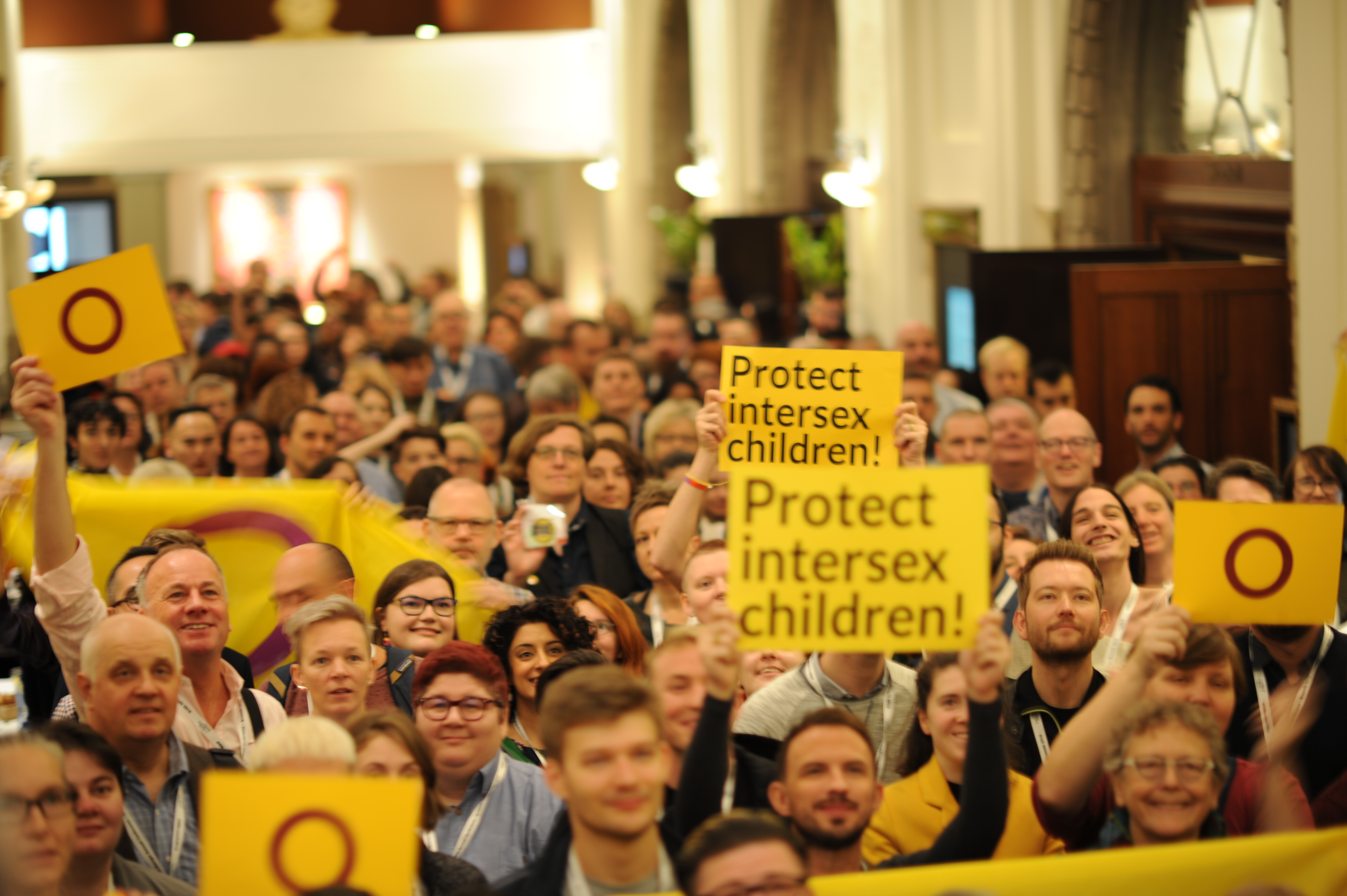
Participants del congrés ILGA-Europa 2018, en el Dia de la Intersexualitat
Bandera de la intersexualitat (2010)